# 천신젠
천신젠(진흔건,중국어 간체자: 陈欣健, 정체자: 陳欣健, 병음: Chén Xīnjiàn, 1945년 1월 25일~)은 홍콩의 영화 배우이다.

## 출연 작품
- 죽음의 승부(1988)
- 달라스(1978)[출처 필요]